# PRO&Cie
 (avril 2025).
Motif : Absence de sources secondaires
- Archive Wikiwix
- Bing
- Cairn
- DuckDuckGo
- E. Universalis
- Gallica
- Google
- G. Books
- G. News
- G. Scholar
- Persée
- Qwant
- (zh) Baidu
- (ru) Yandex
- (wd) trouver des œuvres sur Wikidata

| 1. | Préciser le motif de la pose du bandeau. | Précisez le motif de la pose du bandeau en utilisant la syntaxe suivante : {{admissibilité à vérifier\|date=avril 2025\|motif=remplacez ce texte par le motif}}              |
| 2. | Informer les utilisateurs concernés.     | Pensez à avertir le créateur de l'article, par exemple, en insérant le code ci-dessous sur sa page de discussion : {{subst:avertissement admissibilité à vérifier\|PRO&Cie}} |

PRO&Cie est une enseigne française de proximité, spécialisée dans le multimédia et l’électroménager, présente en France, en Belgique, au Luxembourg et dans les DOM-TOM. Créée par Louis Thuillier en 1981, elle appartient au Groupe Thuillier dont le siège se situe à Thionville (57).

## Historique
1981 : Louis Thuillier crée l’enseigne PRO&Cie.
1991-1992 : les différents distributeurs du réseau fusionnent pour constituer un Groupe unique.
1995 : premier partenariat TV (La roue de la fortune sur TF1).
2004 : mise en ligne d’un intranet doublé d’un forum de discussion.
2008 : partenariat entre PRO&Cie et Expert et connexion 

2009 : implantation de l’enseigne en Belgique et dans les DOM-TOM. Développement d’une plate-forme de réservation en ligne : www.procie.com.

## Réseau
L’enseigne PRO&Cie est une chaîne volontaire qui compte plus de 1000 adhérents indépendants fédérés par la maison mère et ses 5 filiales régionales. 
Aujourd’hui le groupe dispose de 15 plateformes de distribution, d’une surface totale de stockage de 54 000 m2, qui desservent les réseaux PRO&Cie, Ax’Home, Expert et Connexion.
En 2010, le Groupe Thuillier représentait 4 % de parts de marché en France.